# Кемская улица (Санкт-Петербург)
Ке́мская улица — улица на Крестовском острове в Петроградском районе Санкт-Петербурга. Проходит от Рюхиной улицы до Кемского переулка.

## История
Первоначальное название Александровская улица известно с 1876 года, дано по имени одного из владельцев Крестовского острова из семьи князей Белозерских-Белосельских. 16 апреля 1887 года присвоено современное название Кемская улица, по городу Кемь в ряду улиц Петербургской стороны, наименованных по населённым пунктам Архангельской губернии.
В 1940-е годы к улице присоединена часть Спортивной улицы до яхт-клуба. В 1960-е годы участок от яхт-клуба до Рюхиной улицы вошёл в Приморский парк Победы.

## Достопримечательности
- Библиотека Кировских островов (дом 8/3)
- Скульптура быка у ресторана «Bullhouse» (дом 1)

Скульптура быка у ресторана «Bullhouse»

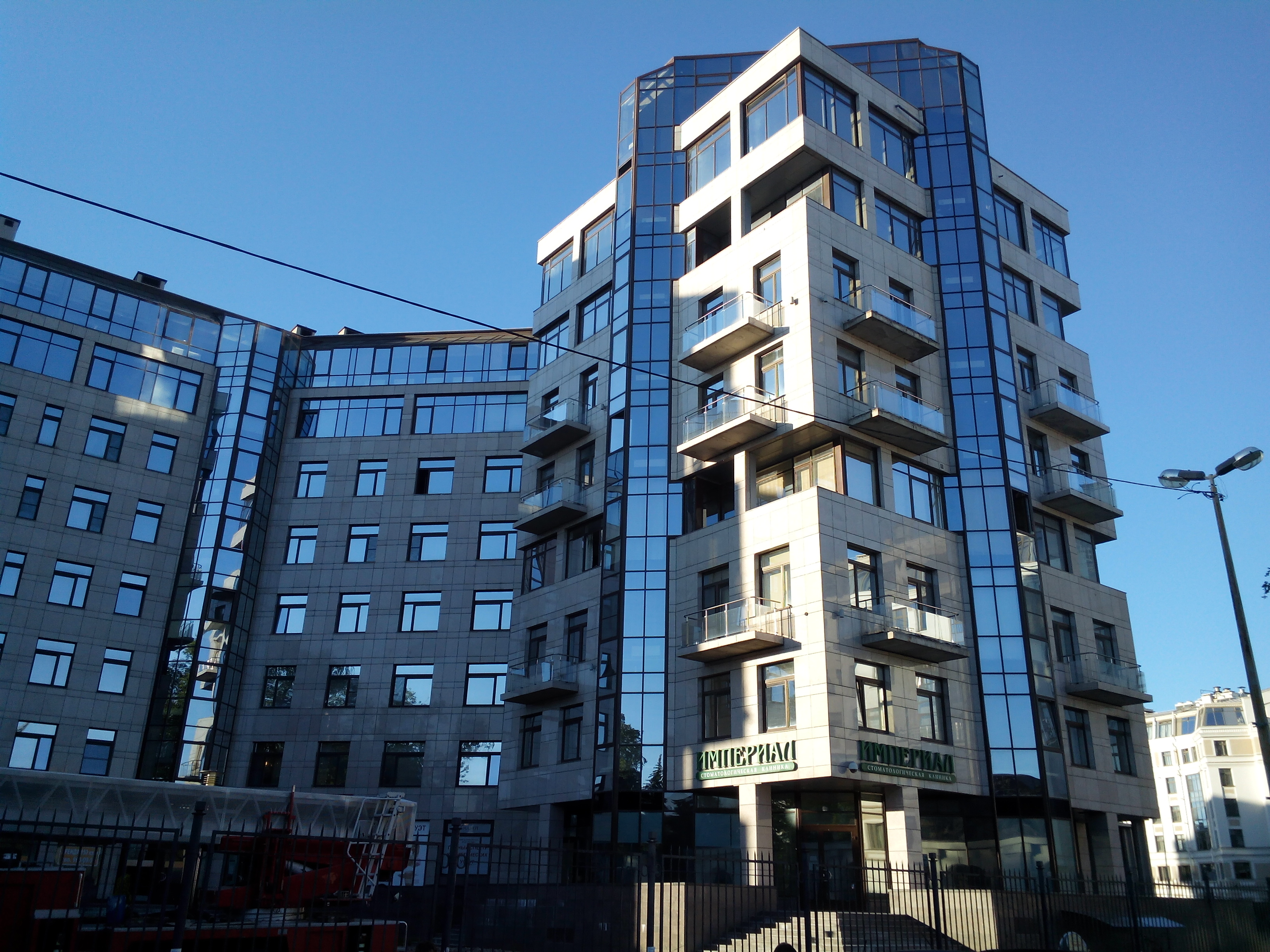
Современное здание на Кемской улице